# Stazione di Reviglione di Somma Vesuviana
Stazione di Reviglione di Somma Vesuviana vasútállomás Olaszországban, Somma Vesuviana településen.

## Vasútvonalak
Az állomást az alábbi vasútvonalak érintik:
- Cancello-Torre Annunziata-vasútvonal

## Kapcsolódó állomások
A vasútállomáshoz az alábbi állomások vannak a legközelebb:
- Stazione di Ottaviano
- Stazione di Spartimento di Scisciano